# فرانک مک‌لافلین (ورزشکار)
فرانک مک‌لافلین (انگلیسی: Frank McLaughlin؛ زادهٔ toronto) قایقران و از برندگان مدال‌های المپیک تابستانی اهل کانادا است.